# Christophe de Chabrol de Crouzol
Pour les articles homonymes, voir Chabrol.
Le comte Christophe de Chabrol de Crouzol est un homme politique français né à Riom (Puy-de-Dôme) le 16 novembre 1771 et mort au château de Chabanne à Paslières (Puy-de-Dôme) le 7 octobre 1836. Conseiller d'État sous le Consulat, il fut pair de France et ministre de la Marine sous Louis XVIII et Charles X, puis ministre des Finances de Charles X.

## Biographie
Petit-fils de Guillaume-Michel Chabrol (1714-1792), avocat du roi au présidial de Riom, et troisième fils du comte de Chabrol (1740-1816), qui fut député aux états généraux de 1789, il fut d'abord destiné à l'état ecclésiastique et élevé dans la congrégation de l'Oratoire. Il s'en sépara sur son refus de prêter serment à la constitution civile du clergé, fut emprisonné avec sa famille sous la Terreur et remis en liberté en 1795.
Nommé auditeur au Conseil d'État le 25 thermidor an XI (13 août 1803), il fut créé chevalier de l'Empire (11 août 1808) puis nommé maître des requêtes (1809) et envoyé en Toscane comme membre de la commission de liquidation générale des dettes du duché. Fait comte de l'Empire (9 mars 1810) et nommé président de chambre à la cour impériale de Paris (mars 1811), il fut envoyé peu après comme intendant général des provinces illyriennes (16 août 1811). Il s'acquitta de cette mission d'une manière qui lui valut des éloges particuliers de Napoléon Ier.
Alors qu'un corps d'armée autrichien s'avançait sur Laybach (août 1813), Chabrol rentra à Paris et se rallia à la Première Restauration en 1814. Il fut alors nommé à la section des finances du Conseil d'État (5 juillet 1814) puis préfet du Rhône (22 novembre 1814). Lorsqu'il apprit le débarquement de l'Empereur au Golfe-Juan, il s'efforça de mettre Lyon en état de défense puis, voyant l'inutilité de ses efforts, il sortit de la ville au moment où Napoléon y entrait et rejoignit le comte d'Artois.
Il ne rentra à Lyon qu'après Waterloo le 17 juillet 1815 et retrouva sa préfecture lorsque les troupes autrichiennes, commandées par le comte de Bubna, eurent occupé la ville. Il laissa commettre les exactions du général Canuel et se prêta à la prétendue conspiration du 22 octobre 1816, qui servit de prétexte à dresser en permanence la guillotine. En juin 1817, une simple émeute frumentaire dégénère à la suite d'une provocation policière, qui justifie une répression féroce entrainant 548 arrestations et 23 condamnations à mort. Le pouvoir juge alors que les deux hommes sont trop asservis aux ultras. Louis XVIII chargea le maréchal Marmont d'y mettre un terme : le général Canuel fut révoqué et Chabrol fut promu sous-secrétaire d'État au ministère de l'Intérieur (24 septembre 1817). Il conserva cette fonction jusqu'à la nomination de Decazes au ministère et réintégra alors le Conseil d'État (16 juillet 1820).
Le 13 novembre 1820, il fut élu député par le collège de département du Puy-de-Dôme. Il siégea dans la majorité ministérielle et fut appelé, à la mort de François-Marie Barrairon, à lui succéder comme directeur général de l'enregistrement et des domaines (23 janvier 1821), fonction qu'il occupera jusqu'en 1824. Réélu dans le même collège le 10 octobre 1821, il fut nommé pair de France le 23 décembre 1823.
Il fut ministre de la Marine dans les ministères Villèle et Martignac du 4 août 1824 au 2 mars 1828. En dépit des railleries des journaux de l'opposition sur l'incompétence du nouveau ministre, son passage au ministère fut marqué par la formation du conseil d'Amirauté, le rétablissement des préfectures maritimes, l'organisation des équipages de ligne, la création d'une école d'application, la relance des constructions navales, l'application de la loi française aux colonies, etc.
À la chute du ministère Villèle, Chabrol, qui s'était toujours montré plus modéré que ses collègues, et passait pour avoir désapprouvé le licenciement de la garde nationale, fut le seul des ministres conservés dans le ministère Martignac. Mais, le vicomte de Martignac ayant désapprouvé à la tribune (12 février 1828) les procédés électoraux du ministère Villèle et la Chambre ayant, par 187 voix contre 173, qualifié ce ministère de « déplorable », Chabrol, qui en avait fait partie, donna sa démission de ministre de la Marine et fut remplacé par Hyde de Neuville (2 mars 1828).
Le 7 août 1829, il rentra dans le ministère Polignac comme ministre des Finances, sur les vives instances de Charles X à qui il ne cacha pas les craintes que lui faisait concevoir la composition du nouveau cabinet. Dans ces fonctions, il réussit à émettre un emprunt de 80 millions, à établir un nouveau règlement d'administration financière permettant de réaliser 6 millions d'économie, à constituer une réserve de plus de 60 millions pour les travaux publics. Il donna sa démission le 18 mai 1830, ne voulant pas cautionner la politique envisagée par le prince de Polignac pour le cas où les élections ramèneraient à la Chambre une majorité hostile.
Il rentra alors dans la Chambre des pairs et s'occupa d'agriculture, de lettres et de sciences. Il combattit à la tribune les motions d'exil contre Charles X et sa famille et contre la famille Bonaparte.

## Publications
- Sur les événements de Lyon au mois de juin 1817 (1818)
- Discours parlementaires

### Source
- « Christophe de Chabrol de Crouzol », dans Adolphe Robert et Gaston Cougny, Dictionnaire des parlementaires français, Edgar Bourloton, 1889-1891 [détail de l’édition]
- Les ministres des Finances de la Révolution française au Second Empire, Comité pour l'histoire économique et financière de la France, 2007, 624 p,  (ISBN 978-2-11-094807-6).